# Oust (fiume)
L'Oust (in bretone: Oud) è un fiume francese di 137,2 (o 155) km, che scorre interamente in Bretagna (Francia nord-occidentale), tra il dipartimento delle Côtes-d'Armor, dove nasce ai piedi della cima del Kerchouan (Monts d'Arrée) nei pressi di Le Haut-Corlay (comune di Corlay), il dipartimento del Morbihan e il dipartimento dell'Ille-et-Vilaine, dove si getta nel fiume Vilaine, di cui costituisce il principale affluente, nei pressi di Saint-Jean-la-Poterie, vicino a Redon (al confine tra Ille-et-Vilaine, Morbihan e Loira Atlantica).
I suoi affluenti sono: il Claie, l'Arz (affluenti di destra), il Lié, il Ninian e l'Aff (affluenti di sinistra).
Tra le principali città attraversate dal fiume Oust, vi sono: Loudéac, Uzel (Côtes-d'Armor), Gueltas, Rohan, Josselin, Ploërmel, Malestroit (Morbihan) e Redon (Ille-et-Vilaine). 

In totale, i comuni attraversati dall'Oust sono 49.
Il fiume è navigabile nel tratto tra Rohan e Redon, dove costituisce una parte del Canale Nantes-Brest (Canal de Nantes à Brest).

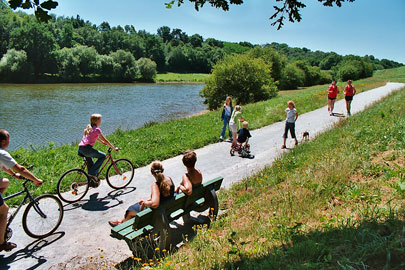
Passeggiata lungo il fiume Oust

## Etimologia
Il nome del fiume deriva dal bretone An Oud, a sua volta derivato probabilmente al termine pre-celtico olt, che significa "quello in alto", con riferimento probabilmente alla posizione geografico dell'Oust rispetto al fiume Vilaine, fiume di cui è affluente.

Altri nomi di fiumi con quest'origine etimologica son il Lot e l'Odon in Francia e l'Olt in Romania.

## Flora e fauna
Lungo il fiume Oust, si trovano piante quali: il faggio, il castagno, il nocciolo, l'acero, il sambuco, il pino marittimo, ecc.
Nel fiume si trovano normalmente pesci quali la carpa, il luccio, il pesce persico, il lucioperca, ecc.

Si possono inoltre trovare pesci migratori quali il salmone, la trota di mare, l'anguilla, ecc.